# Valentina Cervi
Pour les articles homonymes, voir Cervi (homonymie).
Valentina Cervi, née le 13 avril 1974 à Rome est une actrice italienne.

## Biographie
Née à Rome, Valentina Cervi est la fille du producteur Tonino Cervi et de la productrice Marina Gefter, ainsi que la petite-fille du célèbre acteur Gino Cervi (Peppone dans les films Don Camillo). Valentina Cervi commence sa carrière d'actrice en 1986, à l'âge de 10 ans, dans le film de Carlo Cotti Portami la luna.
Valentina Cervi a joué dans le film de Jane Campion The Portrait of a Lady en 1996.
Elle est également connue pour avoir joué le rôle-titre dans Artemisia d'Agnès Merlet, librement inspiré de la vie de la peintre Artemisia Gentileschi. Ce film a suscité la controverse en décrivant la relation entre Agostino Tassi (joué par Miki Manojlović) et Artemisia comme étant une liaison passionnée, au lieu d'un viol.
En 2011, elle joue Arianna dans la mini-série italienne Zen, et Bertha dans l'adaptation cinématographique de Jane Eyre par Cary Fukunaga. Elle incarne le vampire Salomé dans la série américaine True Blood.

## Filmographie

### Cinéma
- 1989 : Mignon est partie
- 1994 : Oasi : Claudia
- 1996 : Escoriandoli : Sabrina
- 1996 : Portrait de femme : Pansy Osmond
- 1997 : Artemisia : Artemisia Gentileschi
- 1998 : Figli di Annibale : Rita
- 1999 : Five Seconds to Spare
- 1999 : Rien sur Robert : Aurelie Coquille
- 1999 : Branchie : Livia
- 1999 : La via degli angeli : Ines
- 2000 : Quando si chiudono gli occhi : Lisa
- 2001 : Hotel : Hotel Maid
- 2002 : L'anima gemella : Teresa
- 2003 : Lena: The Bride of Ice : Lena
- 2003 : Passato prossimo : Carola
- 2003 : Sansa : Valentina
- 2003 : The Tulse Luper Suitcases, Part 1: The Moab Story : Cissie Colpitts
- 2003 : The Tulse Luper Suitcases: Antwerp
- 2003 : The Tulse Luper Suitcases, Part 3: From Sark to the Finish : Cissie Colpitts
- 2004 : The Tulse Luper Suitcases, Part 2: Vaux to the Sea : Cissie Colpitts
- 2004 : Tempesta : Dina Gusmano
- 2005 : Provincia meccanica : Silvia
- 2007 : Peopling the Palaces at Venaria Reale
- 2008 : Fine pena mai: Paradiso perduto : Daniela Perrone
- 2008 : Il resto della notte : Francesca
- 2008 : Miracle à Santa Anna (Miracle at St. Anna) : Renata
- 2009 : Sleepless : Olga
- 2011 : RIF de Franck Mancuso : Valérie Monnereau
- 2011 : Jane Eyre : Bertha Antoinetta Mason
- 2012 : Au galop de Louis-Do de Lencquesaing : Ada
- 2017 : Dove non ho mai abitato de Paolo Franchi
- 2020 : Gli infedeli de Stefano Mordini
- 2022 : Marcel ! de Jasmine Trinca
- 2023 : L'ordine del tempo de Liliana Cavani

### Télévision
- 2001 : Il était une fois James Dean (TV) : Pier Angeli
- 2007 : Guerre et Paix (feuilleton TV) : Marja Bolkonsky
- 2008 : Tigri di carta (feuilleton TV) : Fatina Dei Denti
- 2012 : True Blood : Salomé
- 2016 : Les Medicis : Maîtres de Florence : Alessandra Albizzi
- 2025 : Kaboul, mini-série de Kasia Adamik et Olga Chajdas